# Majjanat al-Wakf
Majjanat al-Wakf – miejscowość w Egipcie, w muhafazie Al-Minja, w dystrykcie Maghagha. W 2006 roku liczyła 14 092 mieszkańców.